# Oclemena
Oclemena je rod glavočika smješten u vlastiti podtribus Oclemininae,  dio tribusa Astereae. Postoji tri priznatih vrsta (i jedna notovrsta) sa stoka Sjeverne Amerike, od Hudsonovog zaljeva na sjeveru, na jug do Floride.

## Vrste
1. Oclemena acuminata (Michx.) Greene
2. Oclemena × blakei (Porter) G.L.Nesom
3. Oclemena nemoralis (Aiton) Greene
4. Oclemena reticulata (Pursh) G.L.Nesom

## Sinonimi
- Lioydia Neck. ex Raf.